# Пауліна Оліверос
Пауліна Оліверос (англ. Pauline Oliveros; 30 травня 1932, Х'юстон — 25 листопада 2016, Нью-Йорк) — американська акордеоністка, яка відіграла важливу роль в розвитку експериментального музичного мистецтва.

## Біографія. Ранні роки
Вона народилася в сім'ї Джона Олівероса (John Oliveros) та Едіт Гутьєрез (Edith Gutierrez). Окрім уроків на фортепіано, які давала Пауліні її мама та бабуся, дитинство дівчинки супроводжувалося також звуками співу птахів, дзижчанням цикад та цікавими спец-ефектами, які використовувалися на улюбленому радіо. Основним інструментом Пауліна обрала акордеон, пізніше навчилася грати на скрипці, фортепіано, валторні та тубі. У 16 років вирішила стати композитором.

### Університети Каліфорнії
Оліверос закінчила музичний факультет Ребекки і Джона Мур (The Rebecca and John J. Moores School of Music) Х'юстонського університету. В двадцятирічному віці дівчина переїжджає до Каліфорнії, де пізніше закінчує музичний факультет в університеті Сан-Франциско. Одним з її викладачів був американський композитор та музичний директор KPFA-FM (радіостанції Берклі) — Роберт Еріксон (Robert Erickson).
Технологія запису на плівку та обробка звуку настільки захопила Оліверос, що вона стала однією із засновниць Центру музичних записів Сан-Франциско (San Francisco Tape Music Center), який в 60-х роках був важливим джерелом електронної музики на західному узбережжі в США. В 1966 р. центр був перенесений в коледж Мілз, Пауліна стала його першим директором. У своїх виступах і записах Оліверос багато імпровізує за допомогою Розширеної Інструментальної Системи (Expanded Instrument System) — розробником якої є вона.
Протягом 1967—1981 рр. композитор викладала в Університеті Каліфорнії, Сан-Дієго (University of California, San Diego). В 1973 р. керувала дослідженнями в новому Центрі Музичного Експериментування при університеті. З 1976—1979 — обіймала посаду директора центру.

### Deep Listening
Термін Deep Listening (Глибоке Слухання) був введений Пауліною Оліверос в 1991 р. Пізніше таку ж назву вона дала своїй групі The Deep Listening Band і методиці Глибокого Слухання (Deep Listening program), якій навчають в Інституті Глибокого Слухання (Deep Listening Institute, Ltd). Сам фонд Оліверос був заснований в 1985 р. У програму курсу включено щорічні ретрити в США і Європі, які присвячені відкриттю творчих здібностей через активне слухання звуків навколишнього середовища та медитативної музики.
До складу гурту Deep Listening Band входять Оліверос, Стюард Демпстер — тромбоніст і композитор та Девід Гемпер — клавішник та композитор. Вони спеціалізуються на записі та виконанні музики в місцях з посиленим резонансом, таких як, печери, собори, підземні водосховища та цистерни.

### Акустичне усвідомлення
Пауліна Оліверос також займалася дослідженнями в області теорії музики, цікавилася медитацією і поєднувала все це у своїх «естетичних концепціях», основою яких була підвищена увага до звуків навколишнього середовища і сприйняття їх саме як музики.
Музикознавець Хайді вон Гунда описує нову музичну теорію, яку розвинула Оліверос в передмові до її «Акустичних медитацій» (Sonic Meditations) та інших статтях, називаючи її «акустичною усвідомленістю». Акустична усвідомленість — здатність свідомо концентрувати увагу на музичних звуках і звуках навколишнього середовища, це вимагає постійної схильності до безперервного слухання.
Застосування цієї теорії на практиці дозволяє створювати «складні акустичні маси, що мають сильний тональний центр», — фокусна увагу створює тональність, а всеосяжна увага створює звукову масу, мінливий тембр, атаку, тривалість, міць і іноді висоту тону.

### Досягнення та нагороди
Оліверос є автором чотирьох книг:
- Initation Dream
- Software for people
- The roots of the moment
- Deep Listening: Composer's Sound Practice

Також вона написала главу для Sound Unbound: Sampling Digital Music and Culture (The MIT Press, 2008), під редакцією Пола Д. Міллера, він же DJ Spooky.
2009 року отримала нагороду Вільяма Шумана від Школи Мистецтв Колумбійського Університету.
|                              | I'm not dismissive of classical music and the Western canon. It's simply that I can't be bound by it. I've been jumping out of categories all my life. |
| — Пауліна Оліверос, 2012 рік | |

## Особисте життя
Пауліна Оліверос була відкритою лесбійкою. У 1975 році Оліверос познайомилася зі своєю майбутньою постійною партнеркою, перформансисткою Ліндою Монтано.